# Merkurit
Unter dem Markennamen Merkurit produzierte die Nielson-Werk GmbH in der Zeit von 1921 bis 1964 Sicherheitshalter, Hebelfüller, Druckknopffüller, Füllfederhalter und Druckbleistifte in Hamburg-Nienstedten.

## Geschichte

Nielson-Werk, Firmen-Logo 1930

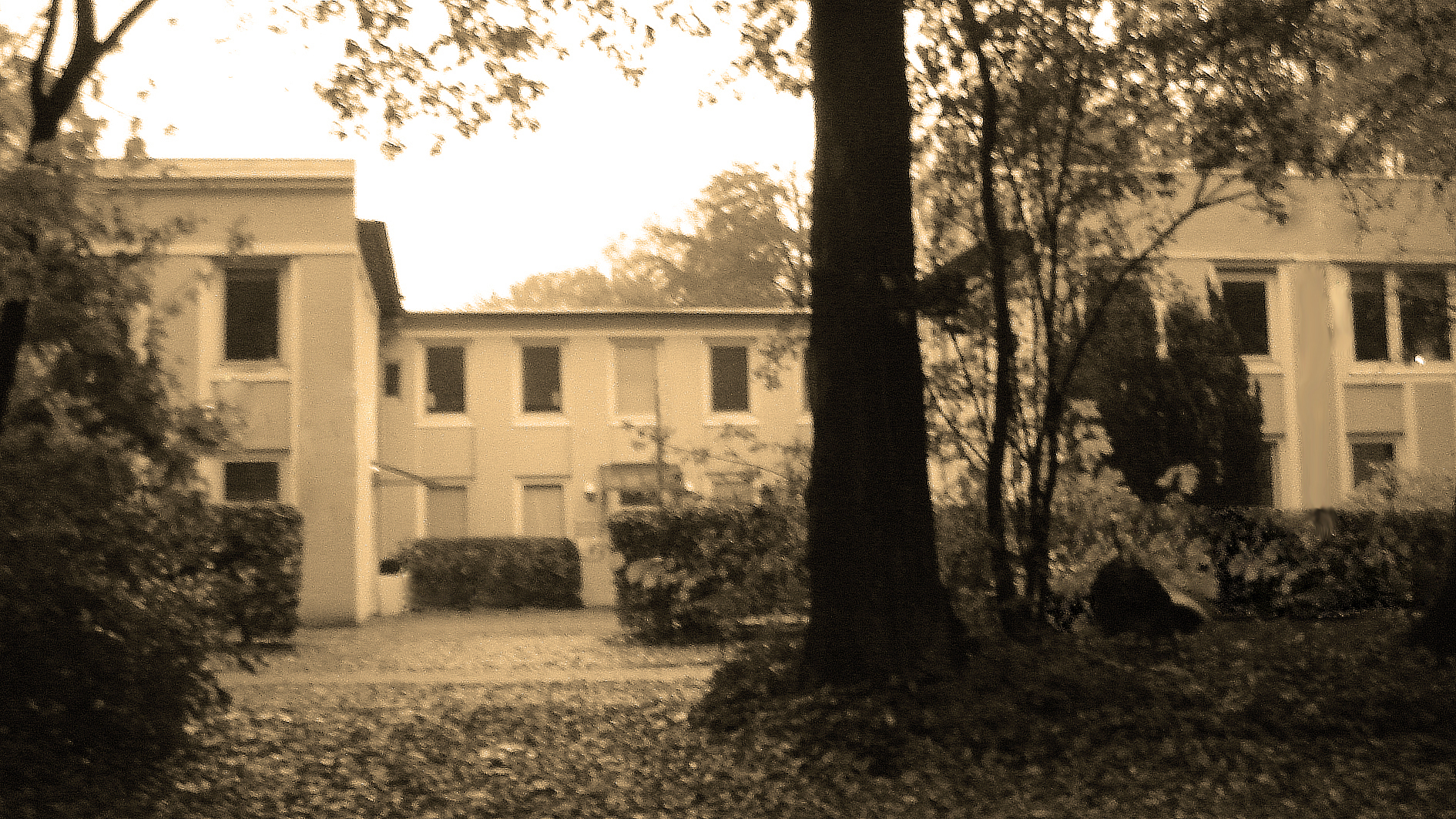
Ehemaliges Nielson-Werk Altona-Nienstedten, Kronprinzenstraße 54, um 2010

1920 wurde die Nielson-Füllfederhalterfabrik in Hamburg-Eilbek gegründet. Geschäftsführer war Wilhelm Nielson, Inhaberin seine Frau Anna.
Wilhelm Nielson war umtriebig. Er war Kaufmann, „Expert der Seeversicherung“, hatte eine chemische Fabrik und führte das Nielson-Werk. Das Ehepaar hatte vier Kinder.
1921 wurde der Firmensitz von Eilbek nach Nienstedten verlegt, in die Kronprinzenstraße 3, das Haus steht heute nicht mehr.
1930 zog die Firma ein paar Häuser weiter in die Kronprinzenstraße 54, wo sie bis zum Ende des Jahres 1964 blieb. Ob das Gebäude für die Fabrik neu errichtet wurde, ist nicht bekannt, aber sehr wahrscheinlich.
Bis 1964 produzierte sie dort Schreibgeräte aller Art: Füllfederhalter, Drehbleistifte, Druckbleistifte und Kugelschreiber, die weltweit vertrieben wurden. Die Hauptmarke war Merkurit.
1931 starb Wilhelm Nielson an einer Lungenentzündung. Seine Witwe Anna Nielson übernahm notgedrungen als vierfache Mutter auch die Geschäftsführung der Firma.
Trotz aller wirtschaftlichen Probleme führte Anna Nielson die Firma erfolgreich weiter und überstand die schwierige Kriegs- und Nachkriegszeit.
1958 Die vermutlich letzte Produktentwicklung des Nielson-Werks war ein Merkurit-Kugelschreiber.
1964 ging die Firma Nielson-Werk in die Hände von Helga und Kurt Redieske über, einer Nielson-Tochter und ihrem Ehemann.
Die Produktion von Schreibgeräten wurde aufgegeben. Kurt Redieske übernahm die Immobilie Kronprinzenstraße 54 und betrieb von dort den Lesezirkel „Die Neue Mappe“. Noch heute gehört der Familie Redieske das Anwesen. Die letzten Füllhalter mit den drei Punkten stammen aus den 1960er Jahren. Der letzte Eintrag „Nielson-Werk“ ist im Hamburger Telefonbuch von 1964/65 verzeichnet.
In Qualität und Optik waren die frühen Merkurit-Füllfederhalter den Modellen von Montblanc sehr ähnlich. Die Schreibgeräte der Marke Merkurit sind heute seltene und begehrte Sammlerobjekte.

## Marke und Schriftzug

Markenzeichen von Merkurit sind die drei charakteristischen Punkte auf dem Kappenkopf.
Charakteristischer Schriftzug der Marke Merkurit

## Bildergalerie

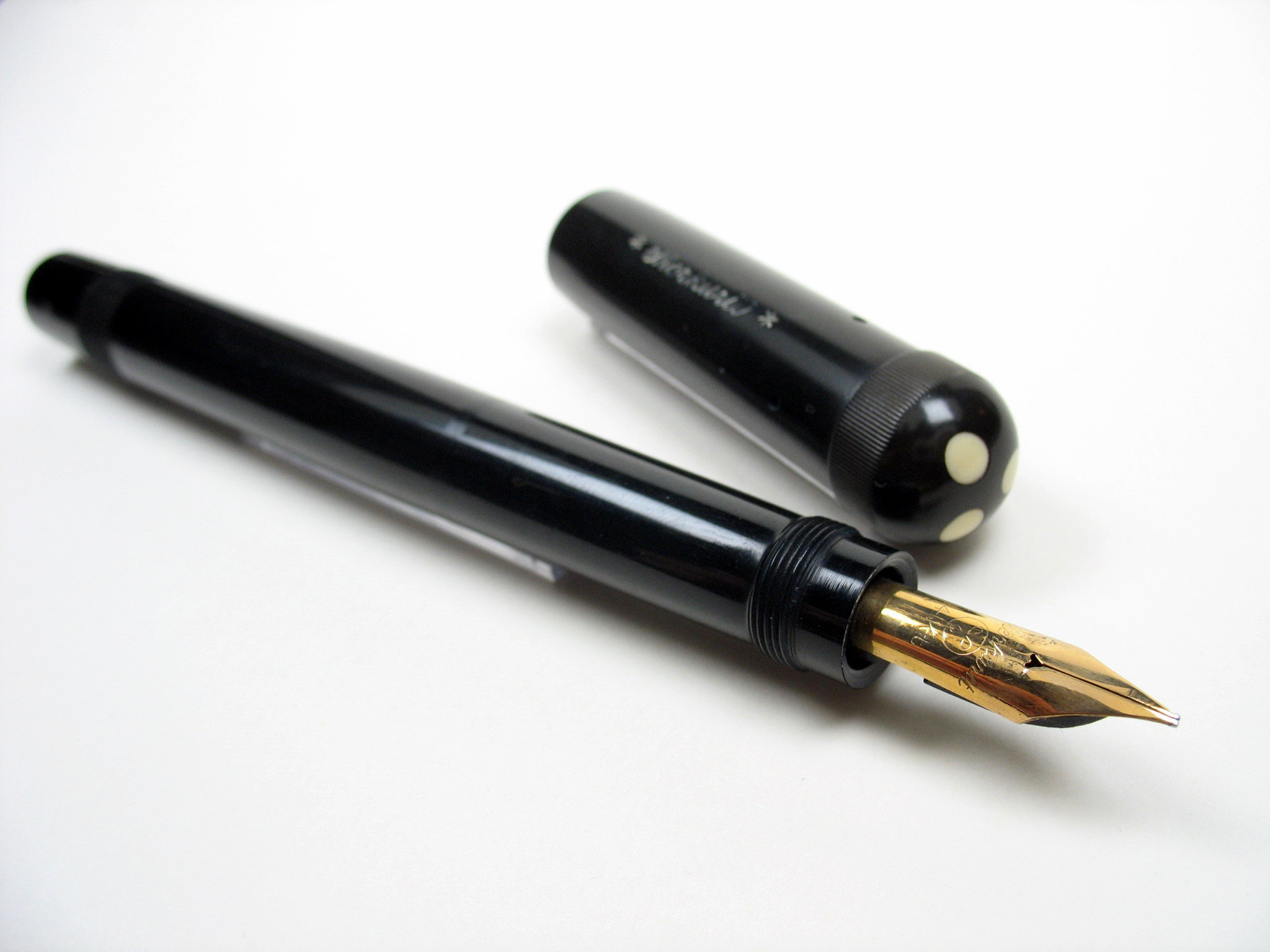
Merkurit-Sicherheitshalter,  ca. 1924/28.
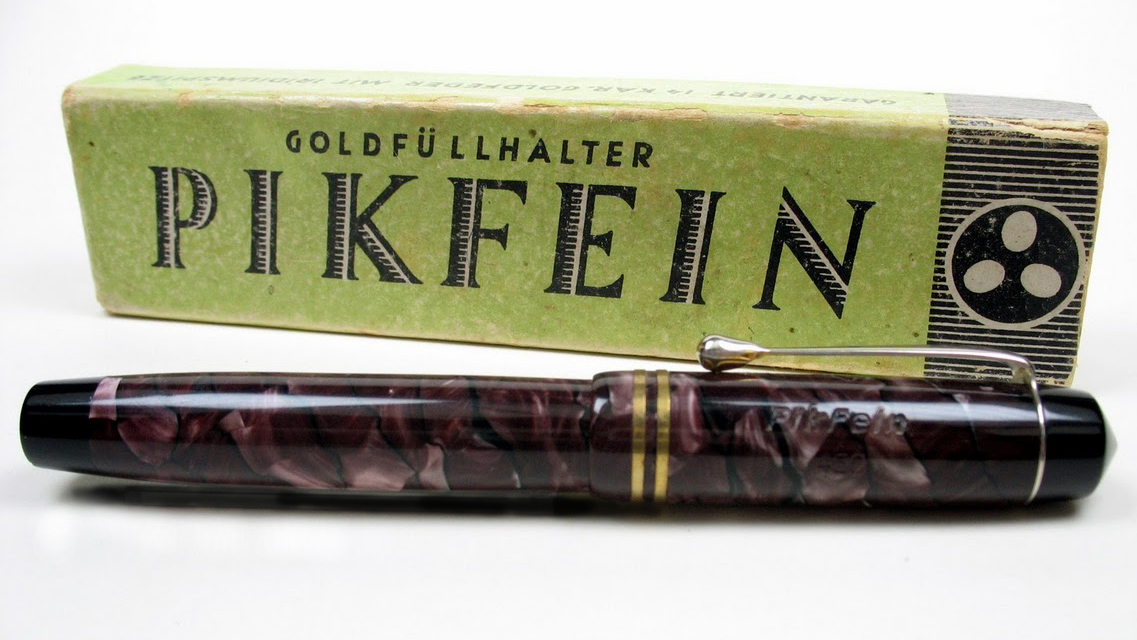
Verpackung Pikfein und Füllfederhalter ca. 1935
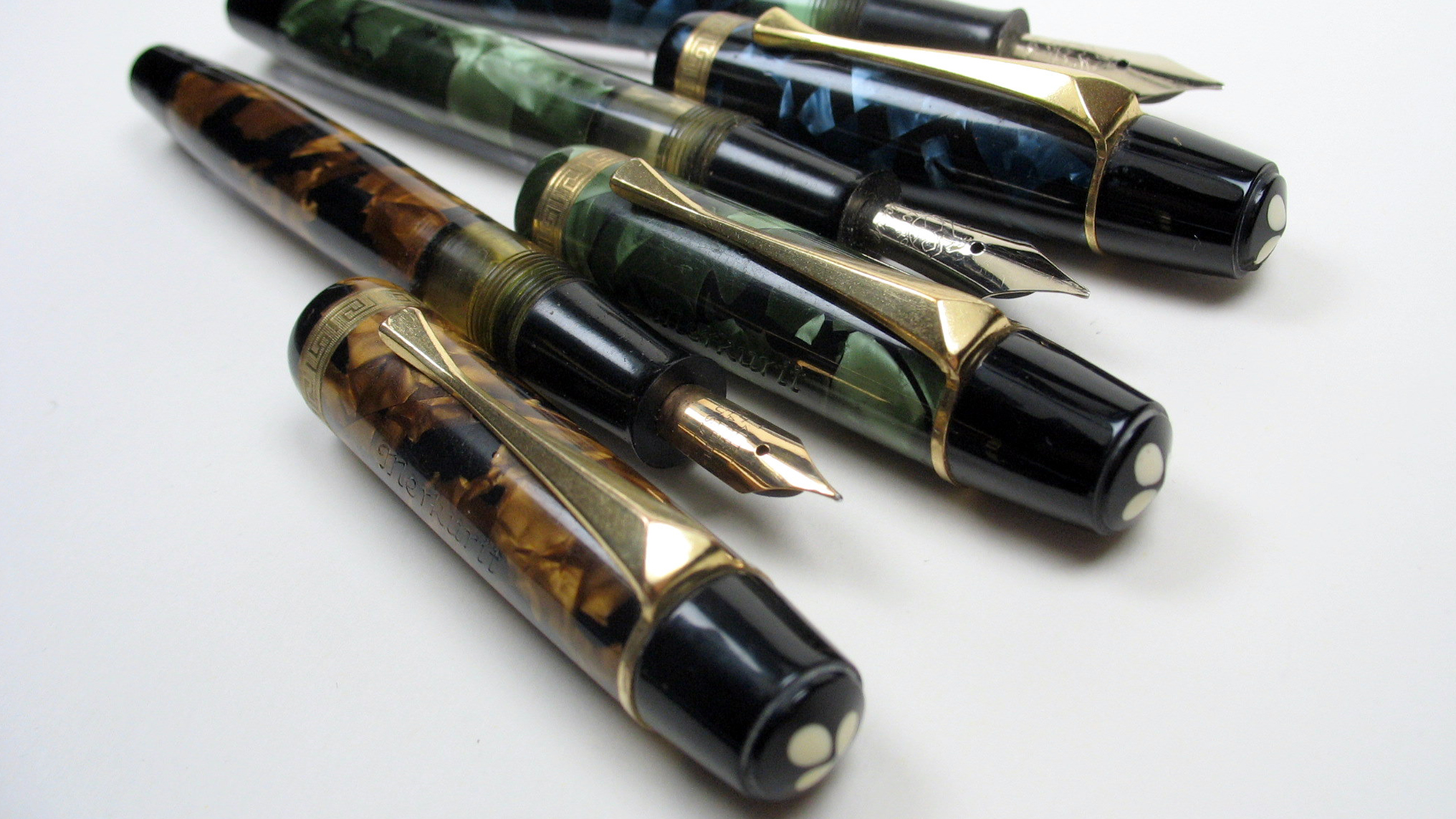
Konvolut von Merkuriten, Nachkriegsware
Das letzte Modell von Merkurit, 1958